# Чилдренит
Чилдренит — минерал из класса фосфатов. Назван в честь английского химика и минералого Джона Джорджа Чилдрена (1777—1852). Чилдренит является вторичным минералом, образующимся при изменении других фосфатов гранитных пегматитов. Часто ассоциирует с литиофиллитом и трифиллитом.

## Открытие
В 19 веке неподалёку от города Тависток (Девон, Великобритания) началось строительство канала и часть извлечённой при его прокладке горной породы была оставлена для исследований. После исследования горной породы образцы были отправлены в архив. Во время повторных исследований образцов в 1823 году был открыт чилдренит.

## Кристаллография
Точечная группа -mmm (2/m 2/m 2/m) — дипирамидальный
Сингония — Ромбическая (орторомбическая)
Параметры ячейки — a = 10.41Å, b = 13.42Å, c = 6.92Å
α = 90°, β = 90°, γ = 90°
Отношение a: b: c = 0.776 : 1 : 0.516
Объем элементарной ячейки — V 966.74 Å³ (рассчитано по параметрам элементарной ячейки)
Двойникование — возможны двойники по {100} и {001}.

## Формы выделения
Чилдренит может выделяться в виде вытянутых призм, которые оканчиваются практически идеальными пирамидами. Чаще всего минерал выделяется в виде небольших таблитчатых, плоских или вытянутых и узких кристаллов, которые нередко образуют плотные агрегаты.

## Цвет
Входящее в состав чилдренита железо придаёт ему разнообразные коричневатые и желтоватые тона. Обычно в составе чилдренита встречается марганец, достаточно высокое пропорциональное содержание которого смягчает цвет минерала и придаёт ему красноватый или розовый оттенок.

## Химический состав
Железо — 24,30 % (в виде FeO 31,26 %), алюминий — 11,74 % (в виде Al2O3), фосфор — 13,48 % (в виде P2O5 — 30,88 %), водород — 1,75 % (в виде H2O — 15,68 %), кислород — 48,73 %. Частой примесью в составе чилдренита выступает марганец, который замещает железо. В случае преобладания марганца над железом образуется минерал эосфорит, между которыми образуется серия промежуточных минералов. Чилдренит и эосфорит почти неотличимы друг от друга, единственным отличием является окраска (эосфорит окрашен в розовый или красный цвет).

## Месторождения
Чилдренит встречается в Великобритании, США, Бразилии, Канаде, Германии, Португалии, Швеции, Боливии, Франции, Афганистане и Австралии.